# Święty Erazm i Święty Maurycy
Święty Erazm i Święty Maurycy – obraz olejny Matthiasa Grünewalda, powstały ok. 1517, przechowywany w Starej Pinakotece w Monachium.

## Opis obrazu
Obraz przedstawia św. Erazma w stroju biskupim trzymającego swój atrybut korbę, na którą nawleczono jego wnętrzości, rozmawiającego ze Świętym Maurycym mającym murzyńskie rysy twarzy i ubranym w zbroję. Erazm spogląda przed siebie i nie zwraca uwagi na słowa swojego rozmówcy. Jako świętego biskupa Grünewald sportretował swojego protektora kardynała Albrechta Brandenburskiego. Na drugim planie obok świętego Erazma został przedstawiony kanonik o rysach twarzy podobnych do biskupa. Murzyńskiej twarzy św. Erazma odpowiada natomiast oblicze stojącego za nim nubijskiego żołnierza.